# Platforma Crimeea
Platforma Crimeea (în ucraineană Кримська платформа, în engleză Crimea Platform, în tătară crimeeană Qırım platforması) este un mecanism internațional de consultare și comunicare inițiat de Ucraina, care va funcționa permanent și al cărui scop final este deocuparea Crimeii și revenirea acesteia la frontierele recunoscute la nivel internațional.

## Scopul creației și sarcinile
Scopul principal al Platformei Crimeea este de a coordona acțiunile autorităților de stat din Ucraina în legătură cu Crimeea, a face tot posibilul pentru întoarcerea Crimeii, a proteja drepturile locuitorilor peninsulei.
Sarcinile Platformei Crimeea sunt de a oferi o viziune strategică a politicii internaționale față de Crimeea, de a consolida atenția și resursele comunității internaționale în direcția Crimeii pentru a forța Rusia să revină la dreptul internațional și să pună capăt ocupării teritoriilor ucrainene.

## Context
Condiția prealabilă a apariției inițiativei diplomatice a Platformei Crimeea a fost anexarea Peninsulei Crimeea de către Federația Rusă în 2014 și începerea operațiunilor militare hibride în Donbasul ucrainean.
Organizațiile internaționale au declarat ilegală ocuparea și anexarea Crimeii, iar Statele Unite și Uniunea Europeană au urmat o politică consecventă de nerecunoaștere a pretențiilor Rusiei asupra teritoriului ocupat cu forța, cu încălcarea dreptului internațional. În același timp, problema eliberării de către Rusia a teritoriului anexat al Crimeii nu se afla pe agenda nici unui format internațional existent, similar cu formatul din Normandia, care a fost creat pentru a facilita soluționarea conflictului armat din estul Ucrainei.

## Creația și promovarea
Pentru prima dată, ideea creării unui format internațional pentru întoarcerea Crimeii a fost exprimată în 2015 de ministrul de externe al Ucrainei P. Klimkin.
Planurile specifice pentru acest instrument de politică externă au fost anunțate de Ministerul reintegrării teritoriilor ocupate temporar și la a 75-a sesiune a Adunării Generale a ONU din septembrie 2020, iar în noiembrie 2020 Platforma Crimeii au fost prezentată ambasadorilor statelor membre al Uniunii Europene.
Formatul Platformei Crimeea a fost determinat direct în decizia Consiliului național de securitate și apărare al Ucrainei, care a fost inclusă în «Strategia de deoocupare și reintegrare a teritoriului ocupat temporar al Republicii Autonome Crimeea și al orașului Sevastopol» , aprobat de președintele V. Zelensky la 26 februarie 2021.
Imediat după crearea sa, inițiativa diplomatică a Platformei Crimeii a primit sprijin în ONU, G7, UE, APCE, NATO, OCMN și în țările cele mai puternice din lume. De asemenea, inițiativa se promovează activ de autoritățile ucrainene în Uniunea Africană, ASEAN, MERCOSUR, ОСІ.

## Desfășurarea primului summit inaugural
Primul summit inaugural a avut loc la Kiev pe 23 august 2021. Timp îndelungat, ministerul de externe al Ucrainei nu a dezvăluit componența țărilor ai căror lideri au fost de acord să participe la summit, invocând presiuni politice semnificative asupra lor din partea Rusiei.

## Participanții la summit
La summitul inaugural au participat delegații din 43 de țări, conducerea Consiliului European,  Comisiei Europene, Consiliului Europei, NATO și GUAM. În total au participat țările membre NATO, UE, G7, В9, Triunghiul Lublin, Trio Asociat. Reprezentarea țărilor G20 la summit a fost asigurat la nivelul de 50%, iar GUAM la nivelul de 75%.

### Reprezentare politică:
Președinți – 10, Vicepreședinți – 1, Secretari generali – 2, Secretari generali adjuncți – 1, Șefi de parlament – 2, Prim-miniștri – 4, Ambasadori – 8, Miniștri – 18.

### Geografia participanților
| Europa                                 | Est                                    | Georgia Ucraina                                                                  |
| Europa                                 | Centrală                               | Polonia Germania Elveția Austria Slovacia Slovenia Croația Ungaria România Cehia |
| Europa                                 | Sud                                    | Italia Grecia Albania Malta                                                      |
| Europa                                 | Sud-Estul                              | Moldova Macedonia de Nord Bulgaria Muntenegru                                    |
| Europa                                 | Sud-Vestul                             | Portugalia Spania                                                                |
| Europa                                 | Nord                                   | Lituania Letonia Estonia Suedia Finlanda Danemarca Islanda                       |
| Europa                                 | Vest                                   | Anglia Franța Olanda Irlanda Luxemburg Belgia                                    |
| Peninsula scandinavă                   | Peninsula scandinavă                   | Norvegia                                                                         |
| Orientul Mijlociu                      | Orientul Mijlociu                      | Cipru                                                                            |
| Asia de Est                            | Asia de Est                            | Japonia                                                                          |
| Asia de Sud-Vest                       | Asia de Sud-Vest                       | Turcia                                                                           |
| America de Nord                        | America de Nord                        | SUA                                                                              |
| America de Nord și de Sud              | America de Nord și de Sud              | Canada                                                                           |
| Partea de sud-vest a Oceanului Pacific | Partea de sud-vest a Oceanului Pacific | Noua Zeelandă                                                                    |
| Oceania și Austlalasia                 | Oceania și Austlalasia                 | Australia                                                                        |

## Subiectele negocierilor
Fondatorii Platformei Crimeea au propus pentru discuție cinci direcții principale:
- politica de nerecunoaștere a încercării de anexare a Crimeii de către Rusia
- asigurarea eficacității sancțiunilor internaționale împotriva Rusiei
- securitatea internațională și libertatea de navigație
- drepturile omului, protecția drepturilor educaționale, culturale și religioase
- influența ocupației asupra economiei Ucrainei și a ecologiei Crimeii.[17][3]

## Oficiile Platformei Crimeea
Oficiul principal al Platformei Crimeea a fost deschis pe strada Lipska  2, în or.Kiev. Prioritățile biroului sunt monitorizarea permanentă a situației din peninsula ocupată în ceea ce privește drepturile omului, situația economică și a mediului, patrimoniul cultural etc., asistența în implementarea strategiei de deoocupare și reintegrare a Crimeii, informarea și comunicarea cu cetățenii ucraineni din Crimeea și colaborarea cu partenerii internaționali. Este planificată deschiderea oficiilor Platformei Crimeea în străinătate.

## Declarațiа
După summitul inaugural, țările participante au semnat o declarație comună finală, care este deschisă pentru aderare. Acest document a creat Platforma internațională Crimeea, care este un mijloc consultativ și coordonator de încetare pașnică a ocupării temporare a Crimeii de către Rusia.
În Declarația adoptată, participanții Platformei internaționale Crimeea au condamnat: 
- încălcările și abuzurile a drepturilor omului și a libertăților fundamentale în Crimeea din partea Rusiei, obstrucționarea și intimidarea jurnaliștilor, avocaților și apărătorilor ale drepturilor omului;
- militarizarea Crimeii, care subminează securitatea și stabilitatea în toată regiunea Mării Negre;
- аcțiunile Rusiei care împiedică trecerea liberă a navelor prin strâmtoarea Kerci către Marea Azov și înapoi;
- аcțiunile Rusiei legate de schimbarea structurii demografice pe peninsula ocupată prin aducerea cetățenilor ruși în Crimeea.

Semnatarii Declarației au confirmat decizia comună: 
- să continue politica de nerecunoaștere a anexării ilegale a Crimeii de către Rusia;
- introducerea unor «măsuri politice, diplomatice și restrictive» suplimentare împotriva Rusiei;
- pentru a rezista noilor amenințări hibride care decurg din militarizarea Crimeii;
- să forțeze Federația Rusă să își îndeplinească obligațiile ca stat-ocupant în conformitate cu normele dreptului internațional umanitar și să oprească imediat toate încălcările a drepturilor omului și abuzurile împotriva locuitorilor din Crimeea, pentru a asigura accesul deplin și fără obstacole pe teritoriul Crimeii a misiunilor de monitorizare și apărătorilor ale drepturilor omului;
- să utilizeze mecanismele ONU, Consiliului Europei, OSCE și ale altor organizații internaționale și regionale pentru a aborda problemele legate de ocupația temporară;
- să creeze o rețea de comunicare rapidă permanentă între ministerele afacerilor externe ale statelor membre ale Рlatformei;
- să recunoască rolul parlamentelor naționale în contracararea ocupării temporare a Crimeii și să încurajeze coordonarea activităților cu privire la Crimeea între parlamentele naționale, precum și în cadrul adunărilor interparlamentare.

De asemenea, participanții Platformei internaționale Crimeea: 
- au salutat eforturile diplomatice comune care vizează restabilirea integrității teritoriale a Ucrainei în cadrul frontierelor sale recunoscute la nivel internațional;
- au subliniat poziția lor de nerecunoaștere a ocupației temporare a Republicii Autonome Crimeea și a orașului Sevastopol și încercările Rusiei de a legitima aceste teritorii;
- și-au reafirmat hotărârea de a exercita presiuni asupra Rusiei pentru a pune capăt ocupației temporare a Republicii Autonome Crimeea și a orașului Sevastopol;
- solicită întoarcerea în Ucraina a teritoriilor ocupate temporar a Republicii Autonome Crimeea și a orașului Sevastopol și restabilirea statutului lor autonom, conform prevederilor Constituției Ucrainei;
- au solicitat Federației Ruse să participe la activitățile Platformei internaționale Crimeea.

## Rețea internațională de experți a platformei Crimeea
Având în vedere sprijinul semnificativ pentru Platforma Crimeea, primul summit inaugural a creat și Rețeaua internațională de experți a Platformei Crimeea, la care au fost invitați să se alăture organizațiile neguvernamentale internaționale și naționale, centrele de analitică și comunitățile de experți.

## Reacția Federației Ruse
Inițial, Rusia a fost de acord să participe la summit-ul fondator al «Platformei Crimeea», cu condiția  «Dacă este planificat să se discute reluarea aprovizionării cu apă și a energiei electrice a Crimeii, ridicarea blocadei comerciale și de transport a peninsulei». Mai târziu, Ministerul  de Externe al Rusiei a considerat eforturile Kievului de a restabili Crimeea ca fiind nelegitime, iar participarea oricăror țări și organizații la inițiativa Platformei Crimeea constituie o încălcare directă a integrității teritoriale a Rusiei. De asemenea, Ministerul de Externe al Rusiei nu a recunoscut faptele de încălcare a drepturilor tătarilor din Crimeea pe peninsulă și le-a numit false.
În periodul pregătirii și în timpul summitului fondator reprezentanții comunității de experți ruși și mass-media еrau se concentrează pe răspândirea opiniei că inițiativa diplomatică Platforma Crimeea și rezultatele muncii sale nu vor avea nici o semnificație politică sau forță juridică, întrucât problema apartenenței Crimeii la Rusia nu există. În același timp, ei dezvoltă temele necesității ca Kievul în primul rând să rezolve conflictul armat din Donbas.